# Liste der Monuments historiques in Plusquellec
Die Liste der Monuments historiques in Plusquellec führt die Monuments historiques in der französischen Gemeinde Plusquellec auf.

## Liste der Bauwerke
| Bezeichnung                 | Beschreibung              | Standort                 | Kennzeichnung | Schutzstatus | Datum | Bild           |
| --------------------------- | ------------------------- | ------------------------ | ------------- | ------------ | ----- | -------------- |
| Kirche Notre-Dame de Grâces | Erbaut im 16. Jahrhundert | (Lage)                   | PA00089531    | Inscrit      | 1926  | weitere Bilder |
| Kreuz                       | 17. Jahrhundert           | Place de l’Église (Lage) | PA00089530    | Inscrit      | 1926  | weitere Bilder |

## Liste der Objekte

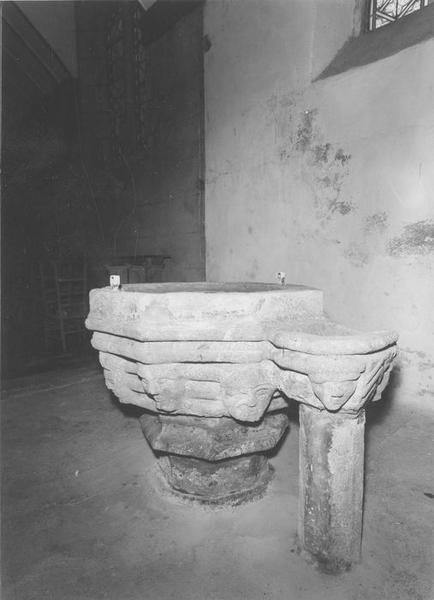
Taufbecken (16. Jahrhundert) in der Kirche Notre-Dame de Grâces

- Monuments historiques (Objekte) in Plusquellec in der Base Palissy des französischen Kultusministeriums